# Hombourg-Budange
Hombourg-Budange (Duits: Homburg-Bidingen) is een gemeente in het Franse departement Moselle (regio Grand Est) en telt 493 inwoners (2004). De gemeente maakt deel uit van het arrondissement Thionville.

## Geografie
De oppervlakte van Hombourg-Budange bedraagt 15,7 km², de bevolkingsdichtheid is 31,4 inwoners per km².
De onderstaande kaart toont de ligging van Hombourg-Budange met de belangrijkste infrastructuur en aangrenzende gemeenten.

## Demografie
Onderstaande figuur toont het verloop van het inwonertal (bron: INSEE-tellingen).